# Wawa (Ontario)
Pour les articles homonymes, voir Wawa.
Wawa est une communauté rurale qui dépend du canton de Michipicoten situé dans la province de l'Ontario au Canada. Wawa est situé près du lac Supérieur et à 220 kilomètres au nord de la ville de Sault-Sainte-Marie.

## Origine et étymologie
Wawa est un mot en langue ojibwé qui désigne l'« oie sauvage ». Le lieu fut habité par les Ojibwés. Le premier Européen à arpenter la région fut le Français Étienne Brûlé.

## Histoire
L'endroit devient un lieu de commerce et d'échange avec les trappeurs et coureurs des bois canadiens-français, qui établissent un poste de traite fortifié qui s'appelle fort Michipicoton.
À la fin du XIXe siècle, de l'or est découvert. Une ruée d'immigrants s'installe dans les parages.
En 1899, le hameau prend le nom de Wawa au lieu de celui de Michipicoten, dénomination commune avec le village d'à côté. Plusieurs petites communautés se développent autour de Wawa et de Michipicoten : Gros Cap, Trembley et Dubreuilville.
En 1906, les mines d'or perdent leur attraction avec la raréfaction de ce minerai précieux.

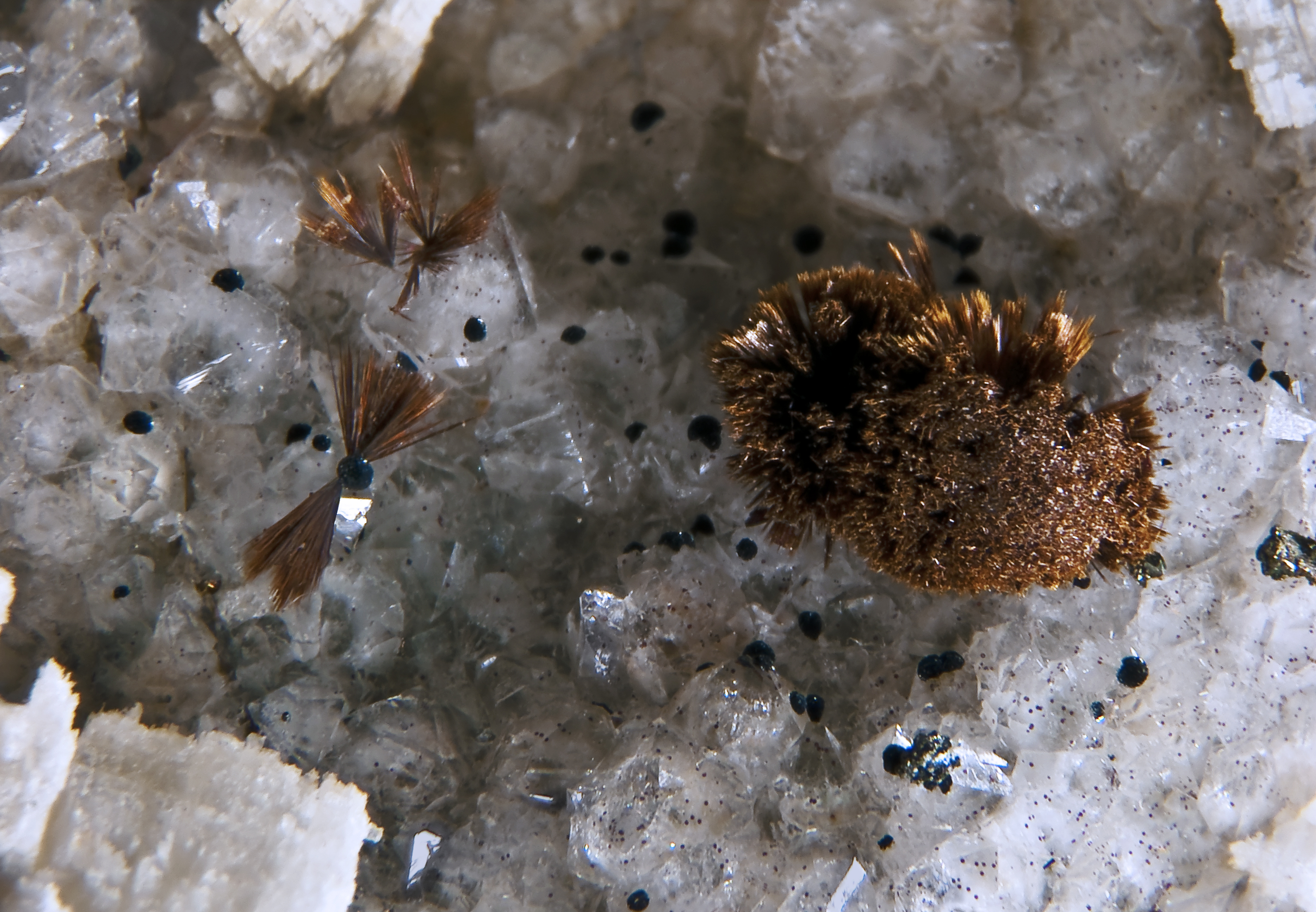
Goethite de Wawa.

L'extraction du minerai de fer est également développé dans la petite cité de Wawa, notamment par l'entrepreneur et industriel Francis Hector Clergue. La construction du chemin de fer de l'Algoma Central permet le transport de ce minerai depuis le centre du district d'Algoma.

## La légende de Wawa
Une vieille légende concerne la ville de Wawa et se répand parmi les jeunes Québécois qui voyagent entre Montréal et Vancouver en autostop. Personne ne sait pourquoi personne n'embarque les autostoppeurs à Wawa, mais certains y sont déjà restés coincés pour plusieurs jours sans que personne les aide à faire un bout de chemin.
La légende va de simples accidents engendrés par des arrêts non-sécuritaires aux psycopathes autostoppeurs meurtriers, mais il reste sûr  qu'il ne faut jamais s'arrêter à Wawa si l'on voyage sur le pouce. Les gens seront désagréables, et on aura trouver une voiture. La légende raconte aussi que plus l'on mentionne le nom de la ville avec puissance et vélocité, plus les voyageurs auront un coup de pouce de mère nature.

## Démographie
La population de Wawa et de Michipicoten est constituée d'une forte minorité francophone (un tiers de la population). Quatre écoles sur sept sont francophones regroupant un tiers des effectifs scolaires.
| 2011  | 2016  |
| ----- | ----- |
| 2 975 | 2 905 |

## Géographie
Au sud de Wawa commence le parc provincial du Lac-Supérieur.

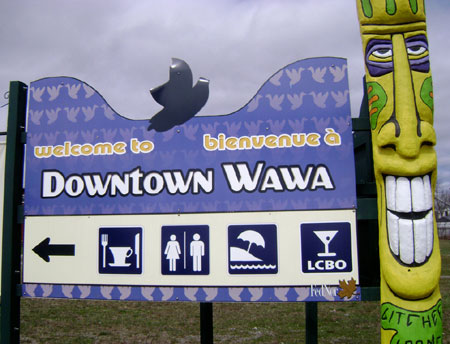
Panneau de bienvenue à Wawa.

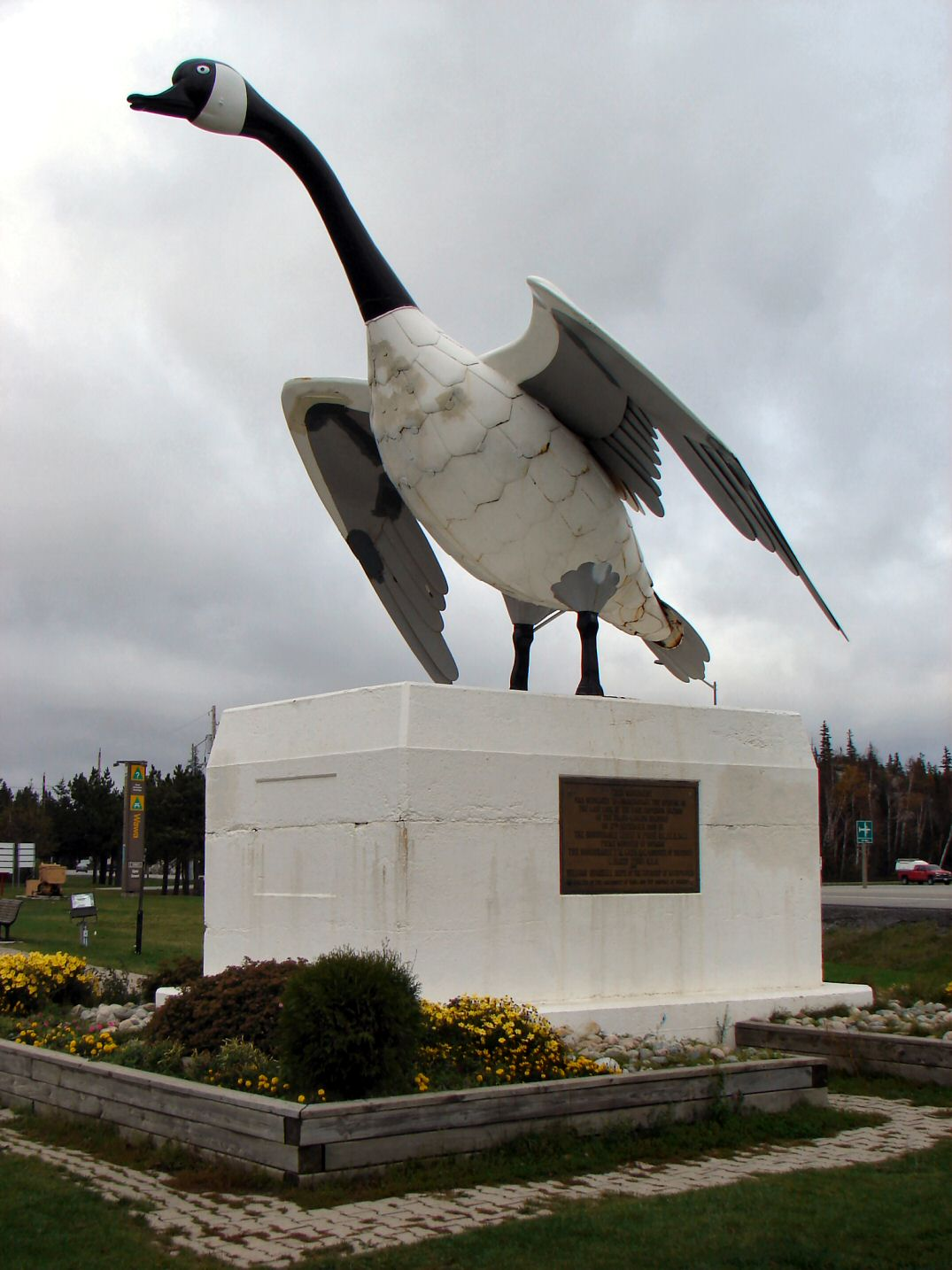
Symbole de Wawa, l'oie sauvage.